# Записки о поисках духов
«Запи́ски о по́исках ду́хов» (кит. трад. 搜神記, пиньинь Sōu shén jì, палл.: Соу шэнь цзи) — произведение китайской литературы IV века. Автором считается Гань Бао, бывший ранее правителем округа Шиань и историком при дворе императора из династии Цзинь.
Записки представляют собой компиляцию коротких рассказов, легенд и собранных автором слухов о духах, призраках, магах и предсказателях, оборотнях и других сверхъестественных явлениях. До наших дней из сборника дошли 464 истории, объединённые по тематике в 20 разделов, а оригинальный текст, содержавший 30 разделов, был утрачен.
Гань Бао считал, что почерпнутые им в разных источниках записи прежних времён и собранные им самим свидетельства о чудесных явлениях позволяют сделать вывод, что «путь духов — вовсе не обман».
«Записки о поисках духов» относят к классике жанров чжигуай («рассказы о чудесах») и сяошо («малая проза», «рассказы ничтожных»), к которым относились разнообразные произведения, служащие для развлечения либо информирования читателя. В китайских библиографических классификациях это произведение изначально относили к разделу истории, а затем — к разделу философии.
Гань Бао разделял свой интерес к сверхъестественному с известным даосом и алхимиком Гэ Хуном, в жизнеописании которого был упомянут.
Известному поэту Тао Юаньмину приписывается «Продолжение записок о поисках духов» (V век н. э.).
Пу Сунлин (XVII в.), автор известной книги «Странные истории из кабинета Ляо» на ту же тему, считал работу Гань Бао более значительной, чем его собственная: «Талантом я не схож с былым Гань Бао, но страсть люблю, как он, искать бесплотных духов».

## Публикации на русском языке
- Гань Бао. Записки о поисках духов (Соу шэнь цзи) / Пер. с древнекит. Л. Н. Меньшикова. — СПб.: Центр «Петербургское востоковедение», 1994. — 576 с.: ил. — (Памятники культуры Востока). — ISBN 5-85803-036-X.
- Гань Бао. Записки о поисках духов / Пер. с древнекит. Л. Н. Меньшикова. — СПб.: Азбука-Классика, 2000. — 378 с. — (Азбука-классика (pocket-book)). — ISBN 5-267-00127-9.